# John Percival MacKenzie
John Percival MacKenzie, kanadski general, * 8. maj 1884, † 1961.